# HMS Cumberland (1710)
Pour les autres navires du même nom, voir HMS Cumberland.
Le HMS Cumberland est un navire de ligne de troisième rang à trois ponts de 80 canons appartenant à la Royal Navy.

## Histoire
Construit à Deptford Dockyard et lancé le 27 décembre 1710, sa conception correspond à celle établie par le 1706 Establishment pour la dimension des navires de 80 canons.  
Le 4 septembre 1733, il fut ordonné de le démonter et de la reconstruire à Woolwich conformément aux 1733 proposals du 1719 Establishment. Il est relancé le 11 juillet 1739. En 1747, il est réduit à 56 canons.  
Le Cumberland coule au mouillage au large du port indien de Goa, dans la nuit du 2 novembre 1760. Son capitaine, Robert Kirk, fut traduit devant une cour martiale pour la perte de son navire, mais il fut acquitté. Le tribunal jugea que le naufrage du Cumberland était « dû au fait qu'il était entièrement pourri et incapable de reprendre la mer »,.